# Риббинг, Софи
Софи (София) Риббинг (швед. Sofie Ribbing, полное имя Sofie Amalia Ribbing; 1835—1894) — шведская художница Дюссельдорфской школы, специализировалась на портретах и жанровых сценах.

## Биография
Родилась 6 марта 1835 года в местечке  Adelöv муниципалитета Tranås в семье Пера Арвида Риббинга (Per Arvid Ribbing) и его жены Каролины Августы Эренкрона (Carolina Augusta Ehrencrona). Ее отец был председателем местного окружного суда (Häradshövding). 
Когда девочке было четыре года, вся семья переехала в приход Hakarp, рядом с Йёнчёпингом. С 1850 года Софи училась в Королевской академии свободных искусств, а затем продолжила обучение в Дюссельдорфской академии художеств у Карла Зона, впоследствии ставшего президентом Академии. Позже она отправилась в Париж и работала в студии Жана-Батиста Тиссье, затем продолжила обучение в Брюсселе у художника и гравера Луи Галле. 
В 1860-х годах у Софи Риббинг была студия в Копенгагене. В 1866 году под покровительством Галле она впервые провела показ своих работ в Брюссельском салоне. В том же году она успешно участвовала в Стокгольме на Промышленной выставке. Позже совершила длительные поездки в Лондон, где провела выставки в 1872 и 1888 годах, и посетила Гаагу. Также некоторое время она провела в Риме со своей подругой, художницей Агнес Бёрйесон. 
Работы художницы можно увидеть в замке Фредериксборг, Национальном музее Швеции, Гётеборгском художественном музее, а также в Национальной галерее Норвегии.
Умерла 7 декабря 1894 года в Осло во время посещения Норвегии. Замужем не была.
В 2016 году Совет по национальному наследию Швеции (Riksantikvarieämbetet) выбрал картину Софи Риббинг — «Рисование мальчиков» (1864 год) — как одно из произведений, представляющих Швецию на фестивале «Europeana 280» — праздновании общего художественного наследия Европы.